# Olympische Sommerspiele 1980/Kanu – Zweier-Canadier 1000 m (Männer)
Die Wettkämpfe im Zweier-Canadier über 1000 Meter bei den Olympischen Sommerspielen 1980 wurden vom  31. Juli bis 2. August auf dem Ruderkanal Krylatskoje ausgetragen.
Es wurden zwei Vorläufe, ein Halbfinale und ein Finale ausgetragen.
Olympiasieger wurden die Rumänen Ivan Patzaichin und Toma Simionov.

## Ergebnisse

### Vorläufe
Die jeweils ersten drei Boote qualifizierten sich direkt für das Finale, die restlichen Boote für das Halbfinale.

#### Vorlauf 1
| Rang | Athleten                          | Nation           | Zeit        |
| ---- | --------------------------------- | ---------------- | ----------- |
| 1    | Jiří Vrdlovec Petr Kubíček        | Tschechoslowakei | 3:42,01 min |
| 2    | Bernt Lindelöf Erik Zeidlitz      | Schweden         | 3:44,91 min |
| 3    | Rajtscho Karmadschiew Kamen Kuzew | Bulgarien        | 3:45,56 min |
| 4    | Narciso Suárez Santos Magaz       | Spanien          | 3:45,81 min |
| 5    | Jarmo Hakala Jyrki Hakala         | Finnland         | 3:47,37 min |
| —    | Franck Lambert Pierre Langlois    | Frankreich       | DNS         |

#### Vorlauf 2
| Rang | Athleten                        | Nation      | Zeit        |
| ---- | ------------------------------- | ----------- | ----------- |
| 1    | Ivan Patzaichin Toma Simionov   | Rumänien    | 3:38,36 min |
| 2    | Wassyl Jurtschenko Juri Lobanow | Sowjetunion | 3:41,32 min |
| 3    | Tamás Buday Oszkár Frey         | Ungarn      | 3:45,03 min |
| 4    | Olaf Heukrodt Uwe Madeja        | DDR         | 3:47,43 min |
| 5    | Matija Ljubek Mirko Nišović     | Jugoslawien | 3:47,85 min |
| 6    | Marek Dopierała Jan Pinczura    | Polen       | 3:58,77 min |

### Halbfinallauf
Die ersten drei Boote des Halbfinals erreichten das Finale.
| Rang | Athleten                     | Nation      | Zeit        |
| ---- | ---------------------------- | ----------- | ----------- |
| 1    | Olaf Heukrodt Uwe Madeja     | DDR         | 3:54,99 min |
| 2    | Matija Ljubek Mirko Nišović  | Jugoslawien | 3:55,52 min |
| 3    | Marek Dopierała Jan Pinczura | Polen       | 3:55,99 min |
| 4    | Jarmo Hakala Jyrki Hakala    | Finnland    | 4:03,89 min |
| 5    | Narciso Suárez Santos Magaz  | Spanien     | 4:09,14 min |

### Finale
| Rang | Athleten                          | Nation           | Zeit        |
| ---- | --------------------------------- | ---------------- | ----------- |
| 1    | Ivan Patzaichin Toma Simionov     | Rumänien         | 3:47,65 min |
| 2    | Olaf Heukrodt Uwe Madeja          | DDR              | 3:49,93 min |
| 3    | Wassyl Jurtschenko Juri Lobanow   | Sowjetunion      | 3:51,28 min |
| 4    | Matija Ljubek Mirko Nišović       | Jugoslawien      | 3:51,30 min |
| 5    | Jiří Vrdlovec Petr Kubíček        | Tschechoslowakei | 3:52,50 min |
| 6    | Marek Dopierała Jan Pinczura      | Polen            | 3:53,01 min |
| 7    | Rajtscho Karmadschiew Kamen Kuzew | Bulgarien        | 3:53,89 min |
| 8    | Tamás Buday Oszkár Frey           | Ungarn           | 3:54,31 min |
| 9    | Bernt Lindelöf Erik Zeidlitz      | Schweden         | 3:58,62 min |

## Weblink
- Ergebnisse